# Kalkidan Gezahegne
Kalkidan Gezahegne (en amárico: ቃልኪዳን ገዛሀኝ, en árabe: كالكيدان جيزاهين‎; Adís Abeba, 8 de mayo de 1991) es una deportista etíope que compite por Baréin en atletismo, especialista en las carreras de mediofondo y fondo.
Participó en los Juegos Olímpicos de Tokio 2020, obteniendo una medalla de plata en la prueba de 10 000 m. Ganó una medalla de oro en el Campeonato Mundial de Atletismo en Pista Cubierta de 2010, en los 1500 m.

## Palmarés internacional
| Representando a Etiopía              |               |                  |          |
| Campeonato Mundial en Pista Cubierta |               |                  |          |
| Año                                  | Lugar         | Medalla          | Prueba   |
| 2010                                 | Doha (Catar)  | Medalla de oro   | 1500 m   |
| Representando a Baréin               |               |                  |          |
| Juegos Olímpicos                     |               |                  |          |
| Año                                  | Lugar         | Medalla          | Prueba   |
| 2020                                 | Tokio (Japón) | Medalla de plata | 10 000 m |